# Vrtlinska
Vrtlinska est un village dans la municipalité de Čazma dans le Comitat de Bjelovar-Bilogora en Croatie. Selon le recensement de 2001, il y avait 222 habitants sur 76 ménages familiaux.

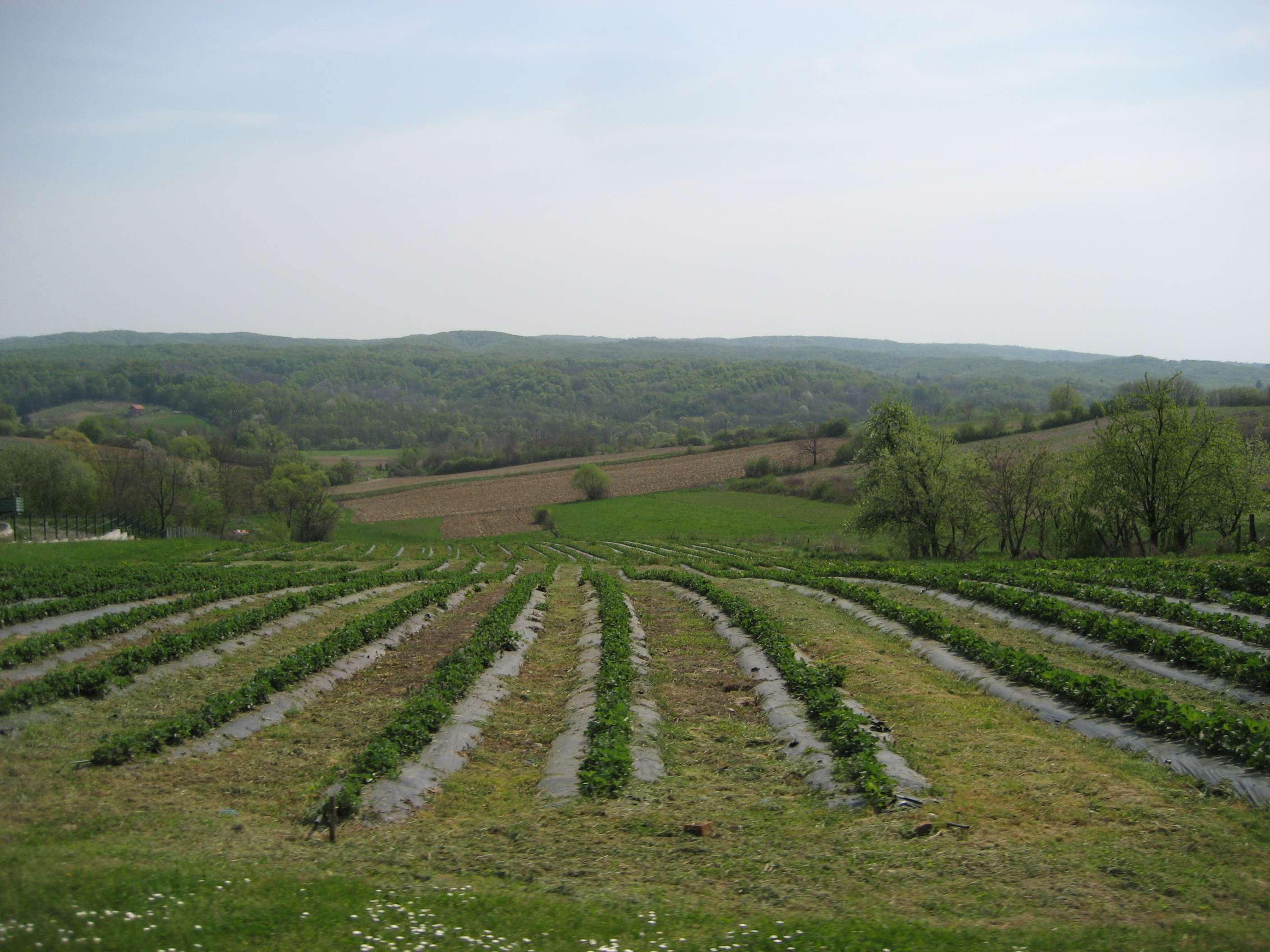
Les pentes de Moslavačka gora à Vrtlinska.

Vrtlinska est située sur le versant nord-ouest de Moslavačka gora .